# Dionisie Pârvu
Dionisie Pârvu (n. 1883, Deva, județul Hunedoara – d. 1936, Deva, județul Hunedoara) a fost un deputat în Marea Adunare Națională de la Alba Iulia , organismul legislativ reprezentativ al „tuturor românilor din Transilvania, Banat și Țara Ungurească”, cel care a adoptat hotărârea privind Unirea Transilvaniei cu România, la 1 decembrie 1918 :p. 217.

## Biografie
A făcut școala primară :p. 217.

## Activitatea politică
Ca deputat în Adunarea Națională din 1 decembrie 1918, Dionisie Pârvu a fost delegat al Cercului electoral Deva :p. 217.